# 赤ずきん (オペラ)
『赤ずきん』（露: Красная шапочка）は、ツェーザリ・キュイが1911年に作曲した2幕3場からなる子供のための童話オペラ。シャルル・ペローの同名の童話を基にMarina Stanislavona Pol'が台本を作成した。
総譜は1912年に出版され、ロシア皇太子アレクセイ・ニコラエヴィチに献呈されている。なお初演の日時は明らかとなっていないが、1921年には白ロシア・ソビエト社会主義共和国（現ベラルーシ）のホメリで上演されている。

## 主な登場人物
- 小さな赤ずきん(ソプラノ)
- 母親(メゾソプラノ)
- 祖母(アルト)
- 狼(アルト)
- 猟師(ソプラノ)
- 木こり(メゾソプラノ)
- 猟師と木こりたち
- ナレーション(合唱)

## あらすじ
ペローの童話に基づいているとされるが、原作と異なりハッピーエンドで終わる。

### 第1幕第1場
合唱によって物語が説明される。舞台はとある森の近く。赤ずきんは病気の祖母のもとへケーキを届けに出掛ける。出かける際、母親は森の中で遊んだり、見知らぬ人と話したりしないよう戒める。

### 第1幕第2場
不気味な森。木こりたちが木を切る音が聞こえている。茂みの中から赤ずきんが現れ、花を摘もうと立ち止まる。その姿が狼の目に留まり、狼は赤ずきんの行く手を塞ぐ。そして、祖母の家までの近道を思いつき、どちらが最初に祖母の家までたどり着くか勝負を持ちかける。赤ずきんは了承し、それぞれ別の方向へと駆けていく。

### 第2幕
祖母の家と林。合唱が再び現れ、狼が3日間何も食べていないこと、そして最初に祖母の家に着いたことを説明する。赤い頭巾を被った狼は何とか家へと押し入り、祖母を飲み込んでしまう。狼はベッドの中に潜り込み、赤ずきんが現れる。疑問に思った赤ずきんが何回か尋ね、祖母の見た目の変わりように驚いていることを伝える。狼は正体を現し、赤ずきんも飲み込む。
そこへ猟師と木こりたちが現れ、家の中へと入ってくる。彼らは狼の跡を追ってきたのだ。狼が眠っているのを見て、彼らは腹の中から赤ずきんと祖母を救い出す。そして、狼の腹を再び縫い合わせ、狼を悔い改めさせる。そして、狼は善良になることを約束し、約束を守り続ける限り森の中で生きていくことを許され、幕は閉じる。